# 민병갈
민병갈(閔丙渴, 1921년 4월 5일 ~ 2002년 4월 8일)은 대한민국 최초의 사립수목원을 세운 미국계 귀화 한국인이다. 칼 페리스 밀러(영어: Carl Ferris Miller)가 그의 귀화 전 이름이다.

## 생애
1921년 미국 펜실베이니아주 웨스트 피츠턴에서 태어났고, 버크넬(Bucknell) 대학에서 화학을 전공하였다. 그는 러시아어와 독일어를 할 줄 알았고, 한자를 배우기도 하였다. 그는 징병에서 벗어나기 위해 1944년 콜로라도 대학의 해군 정보학교 일본어 과정을 배우게 되었는데, 그 덕분에 1945년 4월 일본 오키나와섬 미군사령부의 통역장교로 배치되었다. 그는 1946년, 한국에 연합군 중위로 처음 오게 되었다. 당시 25살이었고, 그 후 다시 1947년 1월 주한미군사령부 사법분과위원회 정책고문관으로 지원해 한국으로 왔다. 1948년 대한민국 정부 수립 시 다시 미국으로 귀국하였고 그 후 1953년 한국은행에 취직해 자리잡을 때까지 전쟁시에 일본과 미국, 한국을 왔다갔다 해야만 했다. 평생 독신으로 지내며 천리포수목원 조성을 시작하여 1979년 민병갈이라는 이름으로 귀화하였다. 그는 서울의 증권사에서 일하면서 수목원 조성에 힘을 쏟았고, 한국과 식물에 대한 공부에 힘을 쏟았다.
천리포수목원은 1979년 재단이 되었고, 1989년까지 10년 동안 해외 교류 학습을 통해 영국 왕립 원예협회(RHS) 공로메달을 수여받았다. 재단 출범 전해인 1978년 민병갈은 남해안 답사여행에서 감탕나무(Ilex)와 호랑가시나무의 자연교잡(交雜)으로 생긴 신종 식물을 발견하였고, 세계에서 한국의 완도에서만 자라는 희귀종으로 검증되었다. 민병갈은 국제규약에 따라 발견자와 서식지 이름을 넣은 학명 'Ilex x Wandoensis C. F. Miller'을 국제학회에 등록했고 한국이름은 '완도호랑가시'로 정했다. 천리포수목원에서 배양된 완도호랑가시는 종자목록(Index Seminum) 발행을 통한 다국간 종자 교류 프로그램을 통해 퍼져나갔고, 천리포수목원도 이 프로그램을 통해 1978년부터 1998년까지 36개국 140개 기관과 교류 관계를 맺어 다양한 품종의 나무를 들여왔다. 민병갈은 국제적인 교류에 관심이 많아서 우리나라의 환경과 식물을 알리려고 노력했다. 1997년 4월 국제목련학회 연차총회를 서울에서 개최하고, 1998년 5월에는 미국 수목원이 주축을 이룬 범세계적 학술친목 단체인 HSA의 총회를 천리포수목원에서 개최하는 등의 성과를 거두었다. 그는 2002년 4월 8일 81세로 숨을 거두었고, 한국에 수목장으로 묻혔다. 재단법인 천리포수목원은 민병갈 사망 후 후임 이사장에 문국현 유한킴벌리 사장을 추대하였고, 2010년에 이은복 한서대 명예교수를 이사장으로 추대하였고, 2021년에는 인요한 연세대학교 세브란스병원 국제진료센터 소장을 이사장으로 추임했다.
민병갈은 2002년 대통령이 수여하는 금탑산업훈장을 수상하였으며, 같은 해 미국 프리덤 재단(Freedoms Foundation)에서 평화와 자유 그리고 민주주의 실현에 헌신한 공로를 인정받아 미국 우정의 메달을 수상했다. 안타깝게도 이 상훈은 그의 죽음으로 여동생인 준 맥데이드(June MacDade)가 대리수상하였다. 그가 조성한 천리포수목원은 다양한 식물 품종으로 주목받았고 2000년 아시아 최초로 국제수목학회(IDS, International Dendrology Society)가 지정한 '세계의 아름다운 수목원(Arboritum Distinguished for Merit)', 미국 호랑가시학회(HSA, Holly Society of America)가 선정하는 '공인 호랑가시 수목원(Official Holly Arboritum)'이 되었다.

## 학력
- 미국 버크넬 대학교 화학과 졸업
- 미국 콜로라도 주립대학교 일어일문학과 졸업
- 미국 해군정보학교 졸업

## 참고
- 임준수 (지은이); 류기성 (사진) (2004년 11월 17일). 《세상에서 가장 아름다운 수목원》. 김영사. ISBN 89-349-1509-9.